# 伊頓公園 (佛羅里達州)
伊頓公園（英語：Eaton Park）是位於美國佛羅里達州波爾克縣的一個非建制地區。該地的面積和人口皆未知。

## 地理
伊頓公園的座標為28°00′31″N 81°54′27″W / 28.00861°N 81.90750°W，而該地的平均海拔高度為43米（即141英尺）。